# Carigara
Carigara es un municipio filipino de segunda clase, perteneciente a la provincia de Leyte, en las Bisayas Orientales.

## Historia
Hacia mediados del siglo XIX, el lugar, que por entonces estaba unido a Capoocan y Leyte, tenía contabilizada una población total de 11 407 habitantes, repartidos en 1901 casas. Aparece descrito en el primer volumen del Diccionario geográfico, estadístico, histórico de las Islas Filipinas (1850) de Manuel Buzeta Núñez y Felipe Bravo con las siguientes palabras:

CARIGARA: pueblo, que forma jurisd. civil y ecl. con los de Capoocan y Leyte; teniendo cura y gobernadorcillo, en la isla y prov. de Leyte; sit. en los 128° 21' 20" long., 11° 18' lat., en la costa N. de la isla, en la playa E. del seno que se forma en el centro de aquella costa, en terreno llano y bastante defendido de los monzones que trabajan periódicamente el archipiélago; su clima es templado y saludable. Tiene, con los mencionados adjuntos de Capoocan y Leyte, como unas 1,901 casas, en general de sencilla construccion, distinguiéndose entre ellas la casa parroquial y la llamada tribunal ó de justicia, donde se halla la cárcel. Hay escuela de primeras letras, á la que concurren muchos alumnos, doatada de los fondos de comunidad; é igl. parr. servida por un cura regular. Inmediato á esta se halla el cementerio, que es bastante capaz y ventilado. El term. confina por E. con el de Tacloban, cabecera de la prov., dist. de Carigara 5 ½ leg.; por S. con los de Alangalang y Jaro; por O. con el de su adjunto Leyte, y por N. con el de Barugo y el mar. El terreno es muy fértil, y en sus montes se crian muchas especies de maderas de construccion, palmas, cañas y bejucos, que los hacen impenetrables; hay en ellos caza mayor y menor, y miel y cera que elaboran las abejas en los sitios que les ofrecen el necesario abrigo. En sus llanuras que se hallan regadas por varios r., y en los demas territorios reducidos á cultivo, prosperan con especialidad entre sus prod. el arroz, algodon, añil, abacá, cacao, café, pimienta y cocos, de los cuales se hacen grandes plantaciones para la fabricacion de aceite. La ind. consiste en el beneficio de los productos naturales, varios tejidos de algodon y abacá, fabricacion de aceite de coco, y la pesca, que es un ramo muy interesante. El comercio se reduce á la esportacion del sobrante de sus artículos naturales é industriales, pues solo se compran algunos géneros de lujo, y el azúcar, pues aunque no falte caña dulce, no se sabe elaborar. pobl. con sus dos adjuntos Capoocan y Leyte. Antiguamente fué Carigara cap. de la prov., y por ser pueblo pequeño solian los alc. m. residir en Barugo. pobl. 11,407 alm., 2,313 ½ trib., que ascienden á 23,155 rs. plata, equivalentes á 57,837 ½ rs. vn.
(Buzeta y Bravo, 1850, pp. 519-520)

En 2020, tenía censados 54 656 habitantes.